# Équipe de Slovénie masculine de volley-ball
Cet article traite de l'équipe masculine. Pour l'équipe féminine, voir Équipe de Slovénie féminine de volley-ball.
L'équipe de Slovénie de volley-ball est composée des meilleurs joueurs slovènes sélectionnés par la Fédération Slovène de Volley-Ball (Odbojkarska Zveza Slovenije, OZS). Elle est classée au 10e rang de la Fédération Internationale de Volleyball au 19 juillet 2022.

## Palmarès et parcours

### Palmarès
- Ligue européenne (1)
  - Vainqueur : 2015
  - Troisième : 2011
  - Quatrième : 2007, 2014
- Championnat d'Europe
  - Finaliste : 2015, 2019, 2021

### Parcours

#### Jeux Olympiques
- 1992 : Non qualifié
- 1996 : Non qualifié
- 2000 : Non qualifié
- 2004 : Non qualifié
- 2008 : Non qualifié
- 2012 : Non qualifié
- 2016 : Non qualifié
- 2020 : Non qualifié
- 2024 : 8e

#### Championnats du monde
- 1994 : non participant
- 1998 : non participant
- 2002 : non participant
- 2006 : non participant
- 2010 : non participant
- 2014 : non participant
- 2018 : 11e
- 2022 : 4e

#### Ligue mondiale
- 1991 : non participante
- 1992 : non participante
- 1993 : non participante
- 1994 : non participante
- 1995 : non participante
- 1996 : non participante
- 1997 : non participante
- 1998 : non participante
- 1999 : non participante
- 2000 : non participante
- 2001 : non participante
- 2002 : non participante
- 2003 : non participante
- 2004 : non participante
- 2005 : non participante
- 2006 : non participante
- 2007 : non participante
- 2008 : non participante
- 2009 : non participante
- 2010 : non participante
- 2011 : non participante
- 2012 : non participante
- 2013 : non participante
- 2014 : non participante
- 2015 : non participante
- 2016 : 25e
- 2017 : 13e

#### Ligue des nations
- 2018 : non participante
- 2019 : non participante
- 2021 : 4e
- 2022 : 10e
- 2023 : 7e
- 2024 : 4e
- 2025 : En cours

#### Championnat d'Europe
- 1948 : Non participant
- 1950 : Non participant
- 1951 : Non participant
- 1955 : Non participant
- 1958 : Non participant
- 1963 : Non participant
- 1967 : Non participant
- 1971 : Non participant
- 1975 : Non participant
- 1977 : Non participant
- 1979 : Non participant
- 1981 : Non participant
- 1983 : Non participant
- 1985 : Non participant
- 1987 : Non participant
- 1989 : Non participant
- 1991 : Non participant
- 1993 : Non qualifié
- 1995 : Non qualifié
- 1997 : Non qualifié
- 1999 : Non qualifié
- 2001 : 11e
- 2003 : Non qualifié
- 2005 : Non qualifié
- 2007 : 16e
- 2009 : 14e
- 2011 : 9e
- 2013 : 13e
- 2015 : Finaliste
- 2017 : 8e
- 2019 : Finaliste
- 2021 : Finaliste

#### Ligue européenne
- 2004 : Non participant
- 2005 : Non participant
- 2006 : Non participant
- 2007 : 4e
- 2008 : Non participant
- 2009 : Non participant
- 2010 : Non participant
- 2011 : 3e
- 2012 : Non participant
- 2013 : Non participant
- 2014 : 4e
- 2015 : Vainqueur
- 2016 : Non participant
- 2017 : Non participant
- 2018 : 12e
- 2019 : Non participant
- 2021 : Non participant
- 2022 : Non participant

## Joueurs et personnalités de la sélection

### Sélection actuelle (2023)
Joueurs sélectionnés pour la Ligue des nations 2023:
| No                          | Nom                         | Date de naissance           | Taille | Poids | Poste                        | Club                         |
| --------------------------- | --------------------------- | --------------------------- | ------ | ----- | ---------------------------- | ---------------------------- |
| 2                           | Alen Pajenk                 | 23 avril 1986               | 203    | 93    | Central                      | Olympiakos Le Pirée          |
| 3                           | Uroš Planinšič              | 9 mai 1998                  | 186    | 84    | Passeur                      | OK Kamnik                    |
| 4                           | Jan Kozamernik              | 24 décembre 1995            | 204    | 106   | Central                      | Trentino Volley              |
| 5                           | Matej Kök                   | 11 décembre 1996            | 200    | 96    | Réceptionneur-attaquant      | Séoul WCWW                   |
| 6                           | Urban Toman                 | 21 octobre 1997             | 185    | 82    | Libero                       | Arcada Galați                |
| 8                           | Rok Bračko                  | 21 avril 2004               | 195    | 75    | Réceptionneur-attaquant      | Paris Volley                 |
| 10                          | Sašo Štalekar               | 3 mai 1996                  | 214    | 99    | Central                      | SCC Berlin                   |
| 11                          | Danijel Koncilja            | 4 septembre 1990            | 201    | 95    | Central                      | ACH Ljubljana                |
| 13                          | Jani Kovačič                | 14 juin 1992                | 186    | 83    | Libero                       | ACH Ljubljana                |
| 14                          | Žiga Štern                  | 2 janvier 1994              | 193    | 86    | Réceptionneur-attaquant      | Ślepsk Suwałki               |
| 16                          | Gregor Ropret               | 1er mars 1989               | 192    | 89    | Passeur                      | Sir Safety Pérouse           |
| 17                          | Tine Urnaut                 | 3 septembre 1988            | 199    | 87    | Réceptionneur-attaquant      | JTEKT Stings                 |
| 18                          | Klemen Čebulj               | 21 février 1992             | 202    | 94    | Réceptionneur-attaquant      | Resovia Rzeszów              |
| 19                          | Rok Možič                   | 17 janvier 2002             | 200    | 78    | Réceptionneur-attaquant      | Vérone Volley                |
| 20                          | Nik Mujanović               | 14 octobre 2004             | 203    | 90    | Attaquant                    | Paris Volley                 |
|                             |                             |                             |        |       |                              |                              |
| Encadrement technique       | Encadrement technique       |                             |        |       | Légende                      | Légende                      |
| Entraîneur : Gheorghe Crețu | Entraîneur : Gheorghe Crețu | Entraîneur : Gheorghe Crețu |        |       | : Capitaine                  | : Capitaine                  |
| Entraîneur(s) adjoint(s) :  | Entraîneur(s) adjoint(s) :  | Entraîneur(s) adjoint(s) :  |        |       | : Joueur blessé actuellement | : Joueur blessé actuellement |

### Entraîneurs
- 2012-2015 :  Luka Slabe
- 16 mars 2015-2016 :  Andrea Giani
- 2017-2018 :  Slobodan Kovač
- 2019-2021 :  Alberto Giuliani
- 2022 :  Mark Lebedew
- 2022-2024 :  Gheorghe Crețu
- 2024- :  Fabio Soli